# Solna Centrum (köpcentrum)
Solna Centrum är ett köpcentrum beläget i stadsdelen Skytteholm mellan stadsdelarna Hagalund, Råsunda och Huvudsta inom Solna kommun, Stockholms län. Det är ett av Stockholmsregionens största centra med fler än 95 butiker och 22 restauranger. Inglasningen öppnades 1989 och en omfattande renovering av anläggningen genomfördes 2010–2013. 
Centrum ligger cirka fem kilometer nordväst om Stockholms city i anslutning till tunnelbanans blå linje. Anläggningen ägs sedan 1 februari 2022 av Alecta Fastigheter.

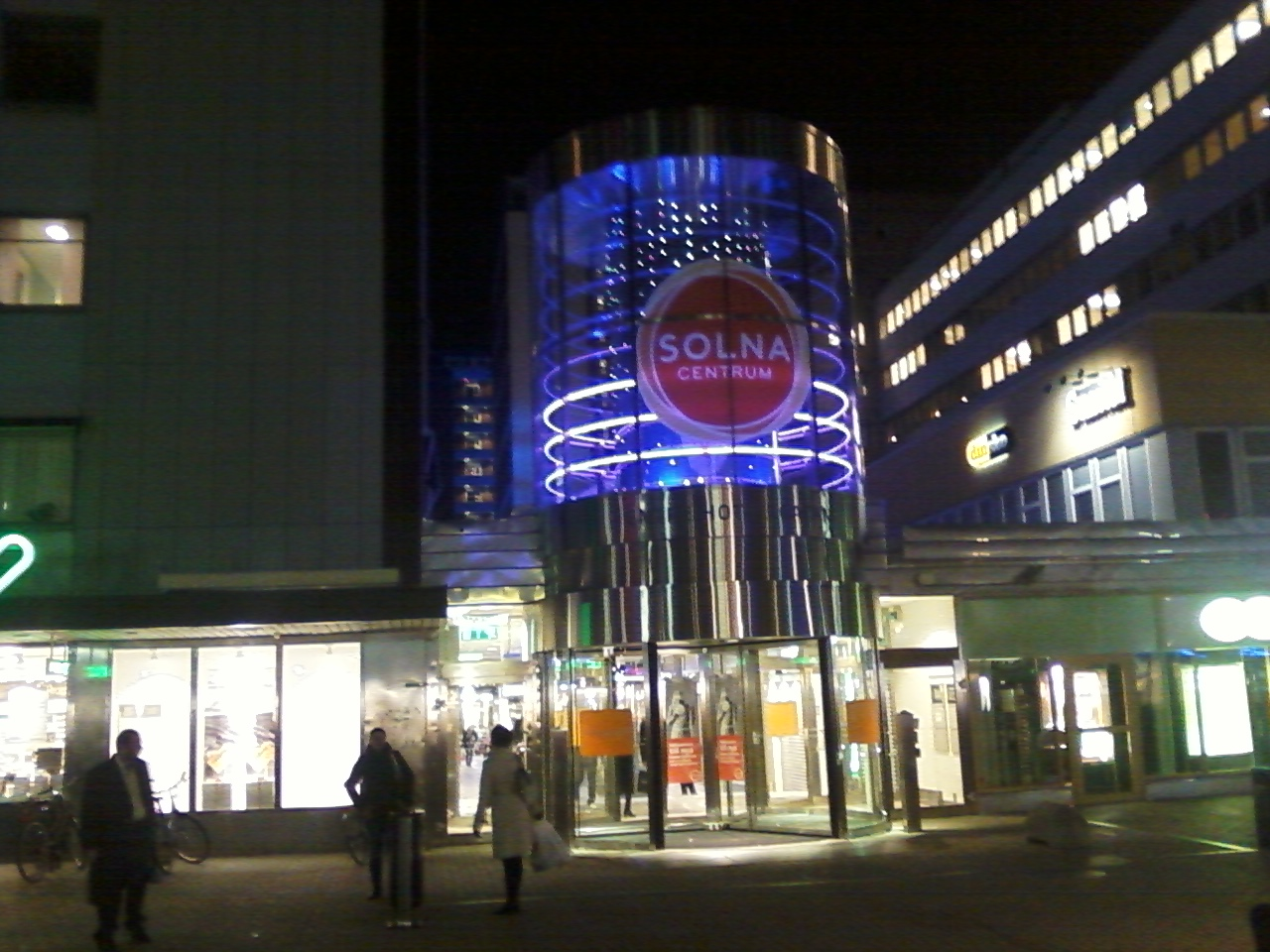

## Historia
Byggnationen av Solna Centrum påbörjades år 1960 och det invigdes 18 september 1965, Det var vid den tiden ett av regionens modernaste centrum. Arkitekten Sture Frölén hade fått uppdrag både att rita planen och att utforma samtliga byggnader i centrum, både de kommersiella och de offentliga. Ytterligare ett viktigt årtal är 1975 då HM Konung Carl XVI Gustaf den 21 augusti invigde tunnelbanan och bussterminalen i anslutning till centrum. 
1989 renoverades Solna Centrum och blev ett inomhuscentrum och blir ett av de första i en lång rad av shoppingcenter i Stockholmsregionen. Huvudansvarig arkitekt var Ivar Krepp, den konstnärliga utsmyckningen stod Bo Ahlsén och Hans Lindström för. Här kan närheten till kulturen i Filmstaden ses bland annat med Hollywoodtrappan med avbildade klassiska och odödliga filmstjärnor. Med sina 100 butiker och serviceställen samt ca 20 matställen utsågs Solna Centrum till årets köpcentrum både 1990 och 1993.
I augusti 2001 invigdes den nya överdäckade och utökade Hotellgatan av kommunstyrelsens dåvarande ordförande Anders Gustâv och Rodamco Sveriges VD Lars Söderblom. Solna Centrum utnämndes den 15 februari 2002 till årets köpcentrum av Retail Awards. I slutet av oktober 2005 upphörde Guldhyttan med sin verksamhet och därmed försvann den sista butiken som var med om Solna Centrums invigning. Under vintern 2010 påbörjades en omfattande renovering av Solna Centrum för att utöka butiksytorna, modernisera inredningen och för att öka tillgängligheten genom att installera rulltrappor. I november 2011 var renoveringen slutförd.

## Kommunikationer
Tunnelbanans blå linje mot Akalla har station i närheten. Det finns även pendeltåg till Solna station som ligger ca 1 km från Solna Centrum; därifrån går bussar eller spårvagn till Solna Centrum Norra. Det går även flera busslinjer mellan Odenplan och Solna Centrums ingångar från Solnavägen och Solna stadshus alldeles intill centrumet.
På Tvärbanan går spårvagnar från Alvik till Solna station med en hållplats vid Solna Centrum.